# Verdure

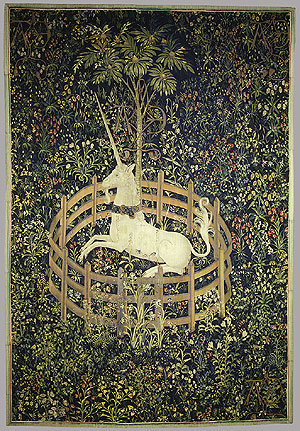
Gevangen eenhoorn (Vlaams, 15e eeuw), The Cloisters, New York

Een verdure is een wandtapijt waarvan de achtergrond en eventueel de decoratieve boord volledig gevuld is met decoratief loofwerk.
Het woord verdure is afgeleid van 'vert' wat het Franse woord is voor groen. Het waren voornamelijk wandtapijten waarbij het groen de hoofdkleur was. Een klassieke verdure met of zonder boord bevat fijn groenwerk, “bosschage”, een spel van zon en schaduw in het gebladerte. In de achtergrond met de typische “diepte” werden nog allerhande kleine details en figuren uitgewerkt zoals een heuvellandschap met gebouwen en dergelijke.

## Productie en herkomst

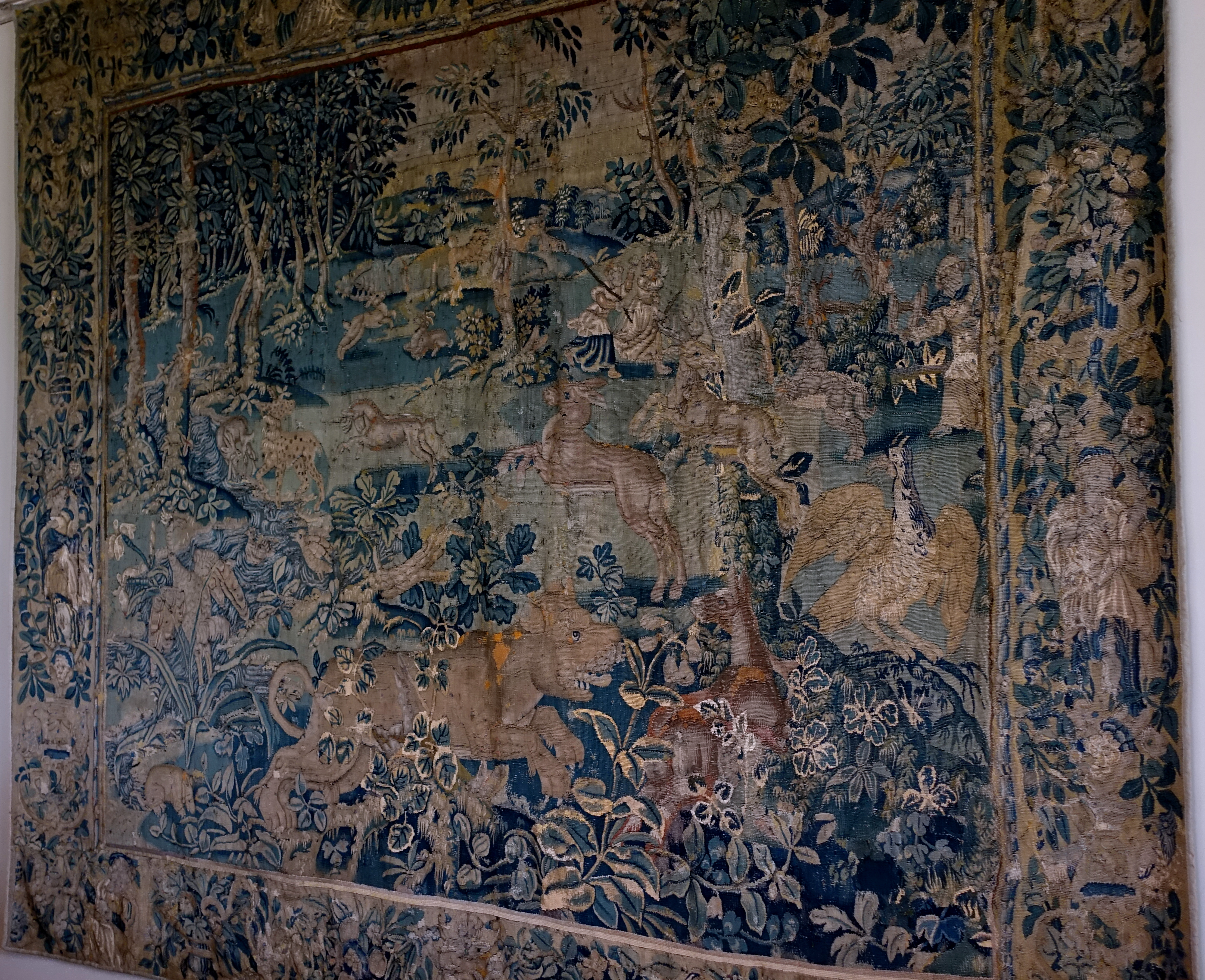
Verdure met wilde dieren (Vlaams, ca. 1570-1600), Packwood House, Warwickshire, Engeland

De tapijtweefkunst was een bij uitstek Vlaamse kunst en is ook ontstaan in Vlaanderen. Verdures werden voornamelijk in grote aantallen in Oudenaarde, Geraardsbergen en Edingen geproduceerd. Een ander belangrijk productiecentrum was Aubusson (Creuse) in midden-Frankrijk.
Voor de productie van verduretapijten werden twee soorten getouwen gebruikt:
- staand getouw of hautte-lisse
- plat getouw of basse-lisse

### Oudenaardse wandtapijten

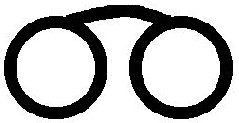
De Oudenaardse bril

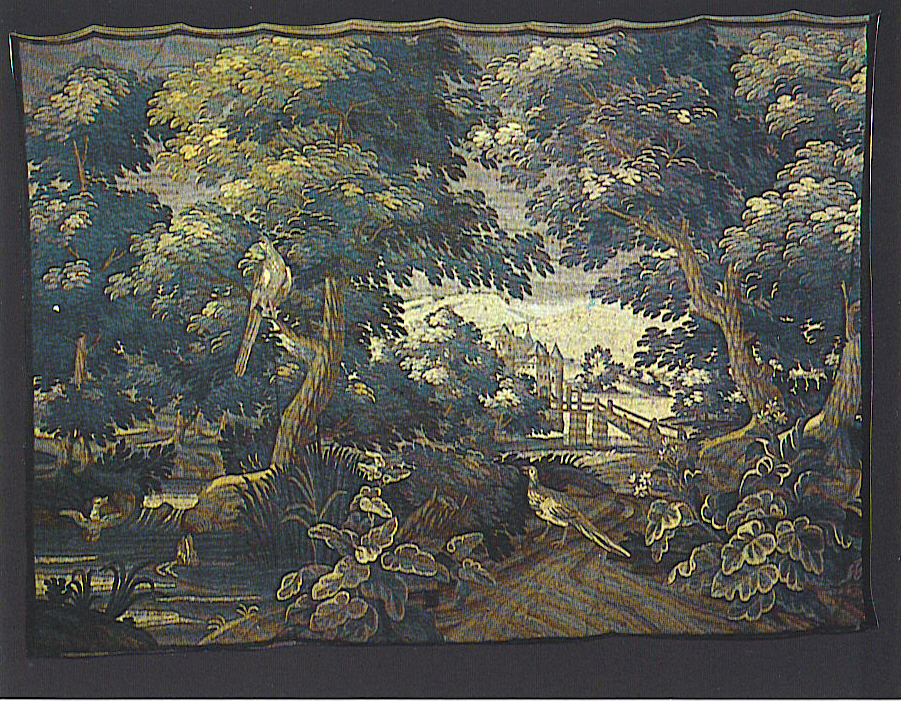
Twee fazanten, Oudenaarde, 17e eeuw

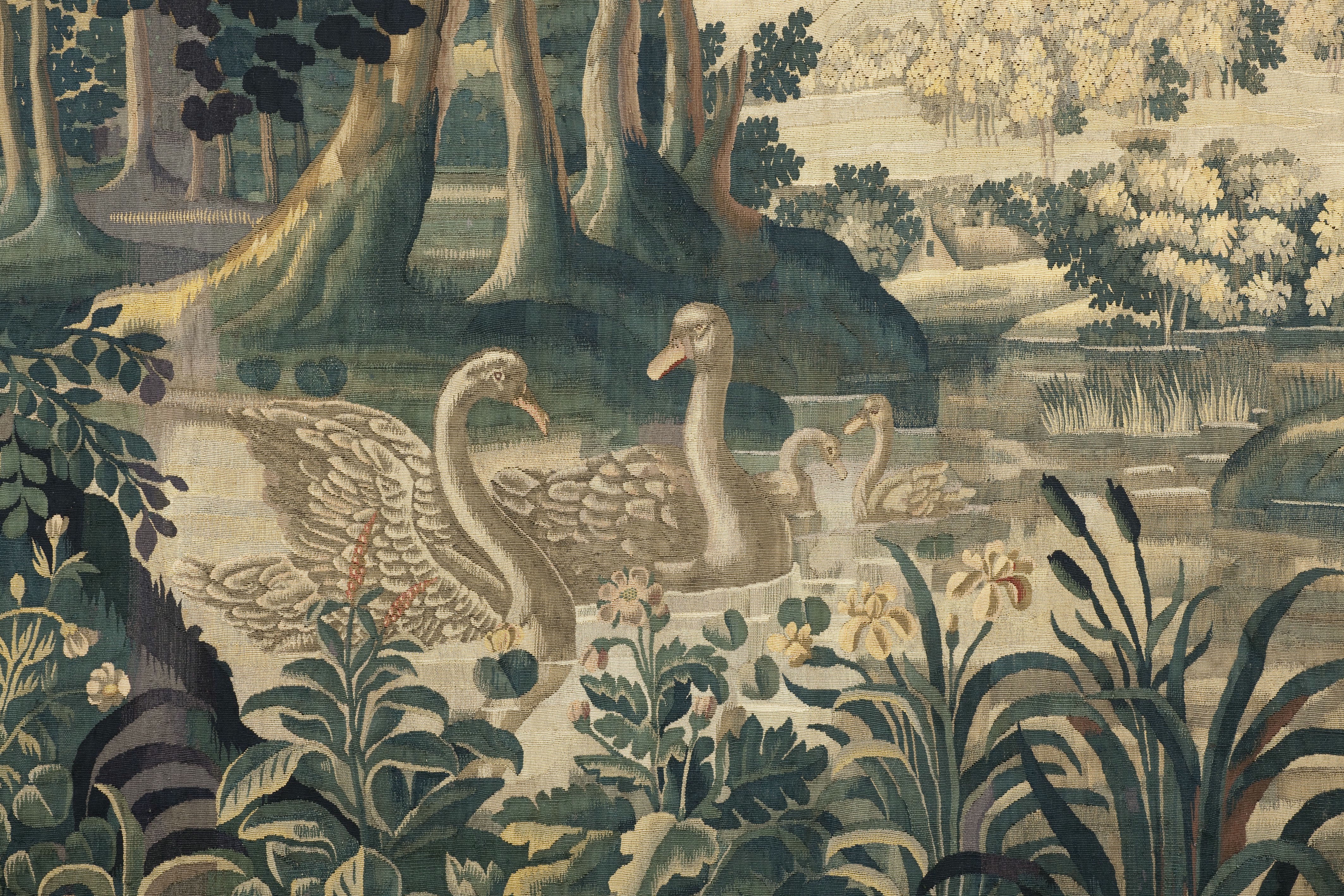
Detail van een verdure met zwanen (Vlaams, 17e eeuw), Stadhuis van Nijmegen

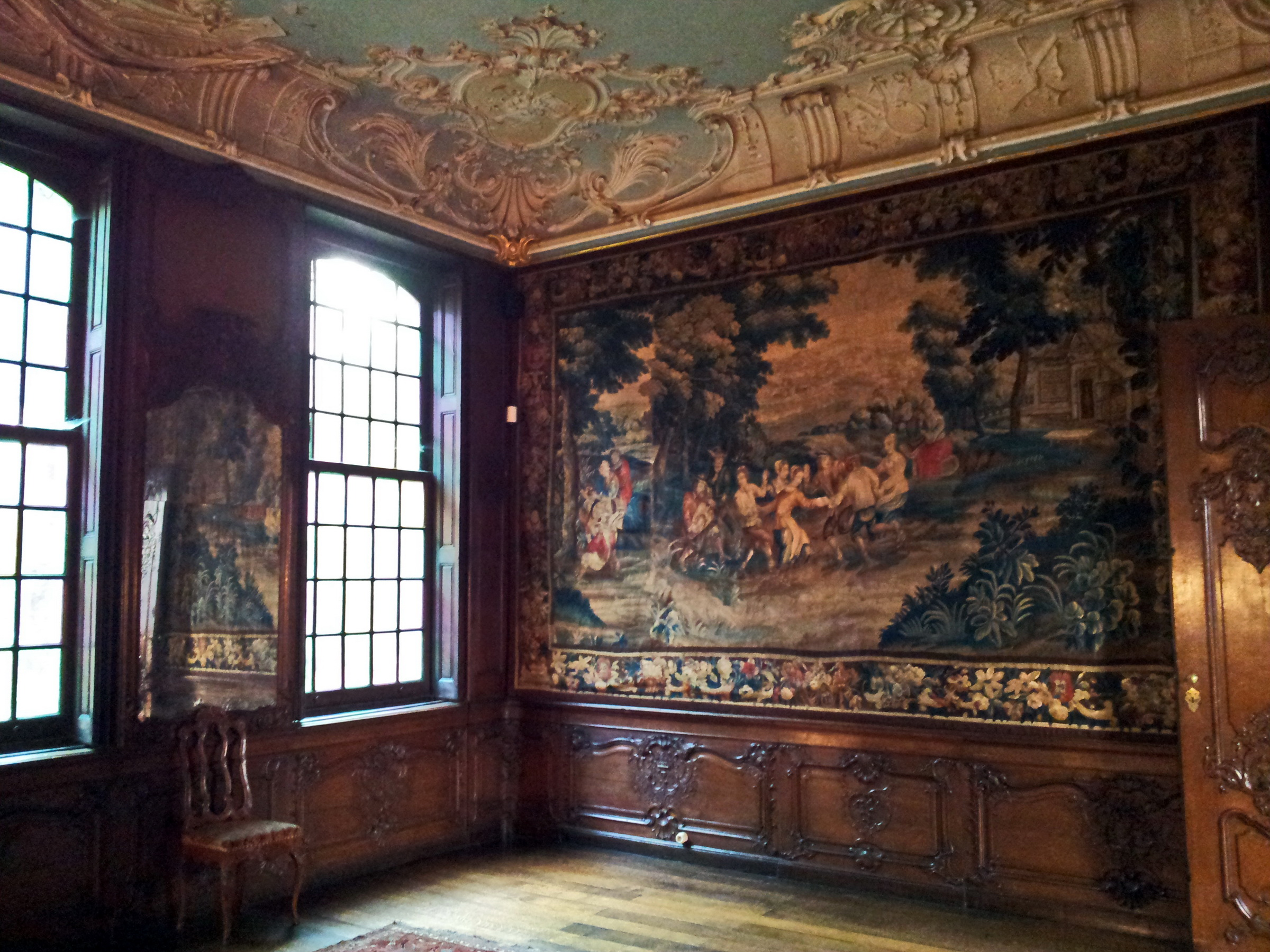
Boerendans (toegeschreven aan Pieter Van Verren, Oudenaarde, ca. 1740), Hôtel d'Ansembourg, Luik

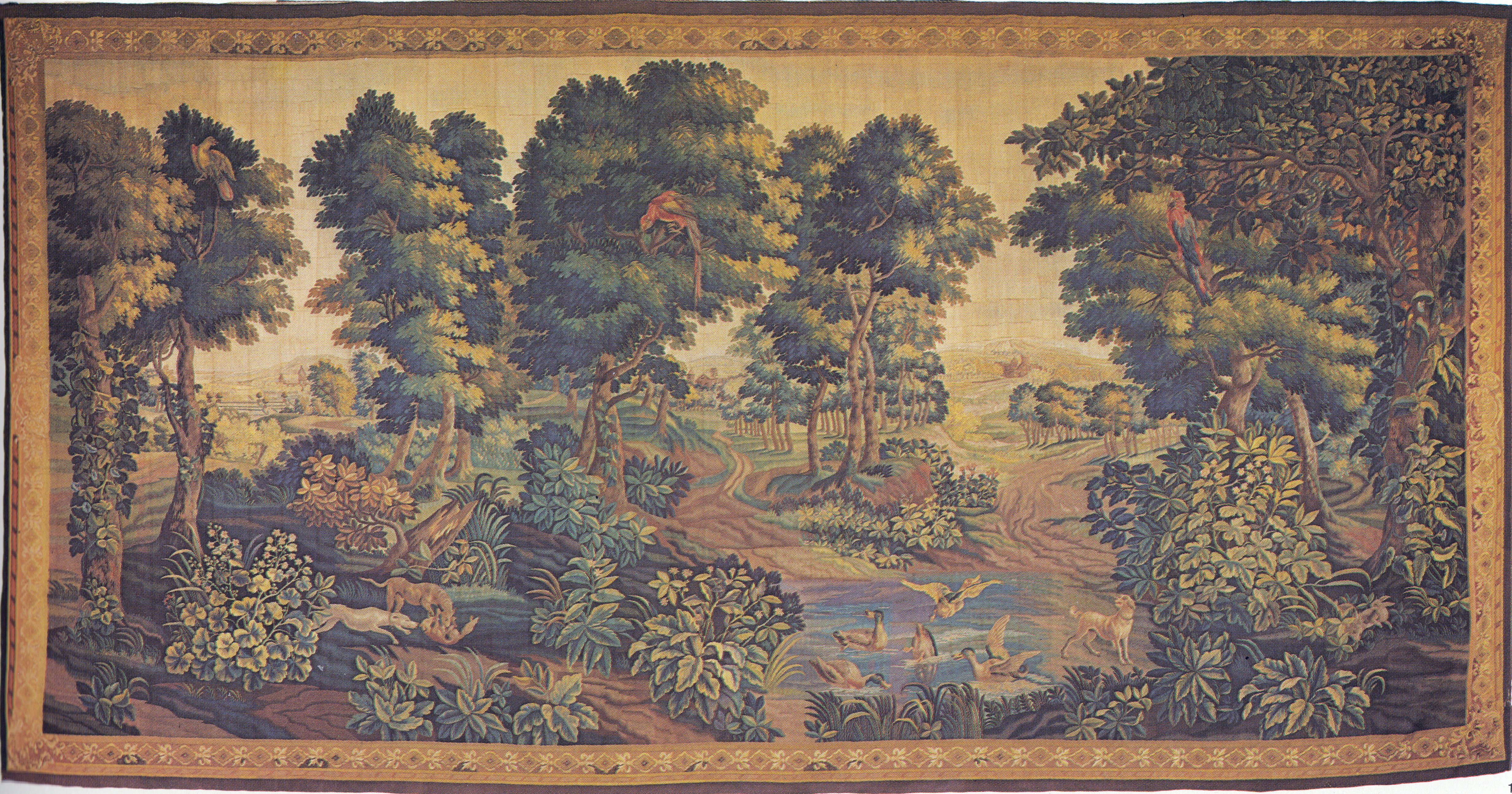
Landschap met vogels en dieren (François Guillaume Van Verren. Oudenaarde, 1736), Stadhuis van Maastricht

Wandtapijten waren gedurende ruim vier eeuwen het voornaamste exportproduct van Oudenaarde, met een wereldwijde afzetmarkt. Van de vijftiende tot de achttiende eeuw nam de stad een belangrijk aandeel van de wereldproductie van verdures voor zijn rekening. De stad dankt er zijn bekendheid grotendeels aan. Oudenaardse wandtapijten zijn meestal gemerkt met een brilletje. Het is gedurende de vijftiende eeuw dat Oudenaarde een belangrijk wandtapijtcentrum werd. De grootste bloei was er in de zestiende eeuw. Er werkten in Oudenaarde meer dan 12.000 personen in deze industrietak. Een bekende wandtapijtenserie is De werken van Hercules.
De wevers van Oudenaarde waren in twee gilden verdeeld:
- het Sint-Barbaragilde gesticht in 1441
- het Sint-Genovagilde gesticht in 1546

## Genres
- Een genre van verduretapijten is de tenière (of, zoals de wevers het zelf noemden, de "boerckens"), met kartons van, of naar voorbeeld van schilderijen van David Teniers.
- Een ander genre waren bloemstukken ("blompotten")
- Een speciaal type van verdure zijn de millefleurs-tapijten. Zoals de naam doet vermoeden, bestaat het loofwerk hier uit bloemen.

## Belangrijke wevers en kartonmakers
- Pieter Coecke van Aelst
- Pauwel van den Broekie
- Arnould Cobbaut

- Willem de Pannemaker
- Joris Ghuys
- Jan Pontseel
- Peter Robbijns

- Hubert Stalins
- Van Regelbrugghe
- Van Verren

## Belangrijke collecties
Sint-Walburgakerk (Oudenaarde)
- Calvarie, einde 17e eeuw, 2,65 × 2,60 m
- De triomf van de liefde, 17e eeuw, 3,20 × 3,90 m

Onze-Lieve-Vrouwhospitaal (Oudenaarde)
- Jachttafereel, einde 17e eeuw, 2,55 × 5,45 m
- Vertrek naar de jacht, 2,55 × 4,35 m

Stadhuis–Lakenhal Oudenaarde
- Grote verdure met Twee fazanten, 17e eeuw, 2,60 × 3,65 m
- Suzanna en de twee ouderlingen, 16e eeuw, 2,60 × 2,20 m
- Terugkeer van de markt, 17e eeuw, 3,10 × 5,30 m

Pamelekerk Oudenaarde
- Verdure met hoenders, 17e eeuw, 3,10 × 2,75 m

Ansembourg Museum (Musée d'Ansembourg), Luik
- Diverse verdures in de Salon aux tapisseries, toegeschreven aan Pieter Van Verren, Oudenaarde, circa 1740

Stadhuis van Maastricht
- Diverse verdures gebaseerd op schilderijen van Peter Paul Rubens en David Teniers II, François Guillaume Van Verren, Oudenaarde, 1736

Stadhuis van Nijmegen
- Diverse Vlaamse verdures, in 1678 aangekocht ter verfraaiing van het stadhuis bij gelegenheid van het sluiten van de Vrede van Nijmegen.